# Personnages de H2O
Cet article présente les personnages de la série télévisée australienne H2O.
Personnages
- Emma Gilbert (Claire Holt) est une fille simple mais parfois un peu trop mature. Malgré son esprit de compétition, Emma a dû abandonner la natation à la suite de l'apparition de sa queue de sirène. Emma est une fille déterminée, responsable, têtue. Ne voulant pas révéler son secret, elle reste tout de même sociable et ouverte. Dans la saison 1,  Emma est secrètement amoureuse d'un surfer, Byron. Une nuit de pleine lune,  Emma est ensorcelée et attire Byron vers elle à de nombreuses reprises, bien qu'elle soit transformée en sirène. Dans la saison 2, Emma s'entiche d'Ash Dove, le professeur d’équitation d'Elliot, qui deviendra par la suite le gérant de l'Internet Café (dans lequel Emma est un employé). Elle a la capacité de geler l'eau et devient en mesure de contrôler la neige et les nuages. Elle a un médaillon blanc qui appartenait autrefois à Louise Chatham.  Elle n'apparaît pas dans la saison 3 à cause du fait que l'actrice qui l'incarne, Claire Holt, avait un conflit d'horaire.

- Cleo Sertori (Phoebe Tonkin) est également une sirène. Elle était au départ effrayé par l'eau, mais a surmonté sa peur grâce à ses amies. Cléo est une fille réservée, pas très sûre d'elle et très timide. C'est une fille simple, sympathique qui rêve d'une vie normale. Elle ne fait jamais le premier pas, attend que l'autre (entre autres Lewis) le lui demande. Sa jalousie peut la pousser à faire bien des choses, jusqu'à perdre l'estime de ses proches ou sa fierté. Elle mûrit vite, on la voit évoluer saison par saison. Elle n'a pas vraiment de but mais elle a de la détermination. Heureusement, elle peut compter sur ses meilleures amies, pour la soutenir. Elle est amie avec Lewis McCartney qui par la suite deviendra son petit-ami. Elle travaille au Marine Land. Cléo a la capacité de faire léviter l'eau et de la manipuler puis devient en mesure de contrôler le vent. Elle a un médaillon bleu qui appartenait autrefois à Gracie Watsford. Dans la saison 3 elle a un cristal identique à celui de Bella.

- Rikki Chadwick (Cariba Heine) est la nouvelle fille. Rikki est belle, sûre d'elle et sait faire tourner quelques têtes (en particulier Zane). Mais derrière cette façade, elle a de nombreux problèmes. Ainsi, on n'a jamais entendu parler de sa mère et, contrairement à ses amis, elle habite dans une caravane. Elle n'a donc pas vraiment de repères. Elle juge parfois les gens mais reste fidèle à ses amis, elle est souvent là pour eux. Tout change quand elle rencontre Zane, elle se met alors ses amies à dos, elle garde son côté rebelle. Rikki essaie de faire des efforts pour Zane, mais quand quelque chose tourne mal, Rikki la rebelle refait surface. Elle est la patronne du Rikki'S dans la saison 3 jusqu'à sa rupture avec Zane. Elle est la seule qui apprécie vraiment sa vie de sirène. Elle a la capacité de bouillir l'eau et devient en mesure de contrôler la foudre et le feu. Elle a un médaillon rouge qui appartenait autrefois à Julia Dove. Dans la saison 3 elle a un cristal. Elle fait une apparition dans la troisième saison de Les Sirènes de Mako, le spin-off de H2O.

- Lewis McCartney (Angus McLaren) est le grand ami de Cléo depuis qu'ils ont cinq ans. Il est devenu l'ami de Rikki et d'Emma après leur métamorphose. Il est doué en cours et se voit comme un scientifique. Il a une passion pour la pêche. Très tôt dans la série il découvre le secret des trois sirènes, et se décide à trouver une explication rationnelle à leur métamorphose. Il éprouve des sentiments pour Cléo, qui s'avéreront plus tard réciproques. Dans les premiers épisodes de la saison 2, Cléo rompt avec Lewis, se sentant stressée sur leurs amour. Ils restent amis, mais demeurent gênés quand ils se voient, peu importe les efforts qu'ils développent pour retrouver leur relation amicale d'antan. Lewis se lie d'amitié avec Charlotte, une nouvelle venue, qui a jeté son dévolu sur lui et finit par devenir sa petite amie, tout cela, rendra Cléo jalouse qui sera en rivalité avec Charlotte en permanence. À la saison 3, Lewis et Cléo se remettent ensemble, puis Lewis s'en va dans une université américaine, mais réapparaît dans le dernier épisode.

- Isabella « Bella » Hartley (Indiana Evans) remplace Emma au début de la troisième saison. C'est une sirène depuis l'âge de neuf ans, puisqu'elle s'est retrouvée dans l'univers de la mer d'Irlande sans le vouloir. Contrairement à Charlotte, Cléo et Rikki resteront ses amies et elle n'est pas méchante. D'ailleurs, c'est une fille intelligente, ravissante et qui est chanteuse au Rikki's Café. Bella ne voit presque jamais ses parents, qui travaillent beaucoup et elle est la risée de sa sœur. Côté amour, elle est tombée amoureuse de Will (garçon qui arrive dans la saison 3). Mais dans son monde, elle se doit de cacher ce genre de problèmes, elle se montre donc très forte et sûre d'elle. Elle est capable de transformer l'eau en gelée et de la sécher et de la durcir temporairement. Elle a un cristal autour du cou.

- Zane Bennett (Burgess Abernethy) est le mauvais garçon de la série. Il a l'air de penser que tout ce qu'il fait peut être arrangé car son père est riche. Il se montre arrogant, mais semble cacher un côté plus doux, plus sensible et plus sympathique. Il veut à tout prix impressionner son père, un promoteur immobilier d'égale arrogance. Zane est un nageur d'exception et un professionnel de la motocross. Une fois alors qu'il s'était retrouvé piégé à l'intérieur d'un bateau qui faisait naufrage, il a été secouru par Emma, dont il a entraperçu la queue de poisson avant qu'elle n'ait eu le temps de disparaître. Après cette péripétie, il devient complètement obsédé par ses recherches pour trouver le « monstre des mers ». Zane et Rikki tombent amoureux l'un de l'autre durant la première saison. Mais leur couple ne dure pas, ils décident de se séparer car ils se jugent trop différents. Dans la saison 2, ils décident pourtant de se remettre ensemble, après que Zane ait appris qu'elles sont toutes trois restées sirènes, mais qu'il a décidé de garder le secret. Cependant, leur relation est définitivement finie dans la troisième saison, après que Zane ait embrassé Sophie. Vivant très mal sa rupture avec Rikki, Zane tente obstinément de la récupérer et n'est pas prêt d'arrêter.

- Will Benjamin (Luke Mitchell) est le petit ami de Bella mais Rikki et Cléo n'apprécient pas vraiment que Bella ait révélé son secret à Will. Rikki lui impose une décision cruciale : choisir entre ses amies et Will, cette dernière va dire à Will qu'elle ne peut plus le voir. Mais Will ne veut pas se séparer de Bella et lui jette de l'eau sur la main pour qu'elle avoue que c'est une sirène ; quand Bella sort en courant de chez Will, elle plonge dans la mer tout près de la maison de Will et de Sophie, la sœur de Will. Ce dernier plonge pour découvrir qui elle est en réalité : une sirène.Il aide a plusieurs reprises les sirènes.Il est un très bon plongeur en apnée et adore nager avec les sirènes.

- Elliot Gilbert est le petit frère d'Emma. Ils sont tous les deux très proches, et Emma se plaît à dire qu'il n'y a jamais eu aucun secret entre eux. Après avoir été sauvé de la noyade par Rikki, Elliot s'éprend d'elle. Mais elle rejette très vite rejetés ses sentiments. Après cela, Elliot devient un personnage moins important et est presque inexistant dans la saison 2.

- Lisa et Neil Gilbert sont les parents d'Emma. Dans la saison 3, ils partent faire le tour du monde avec leurs enfants, causant leur absence totale de la saison. Mais ils ne savent pas que leur fille est une sirène.

- Kim Sertori (Cleo Massey) est la petite sœur de Cléo. Méchante, égoïste et prétentieuse de nature, elle n'hésite pas à mentir et à manipuler ses proches pour obtenir tout ce qu'elle veut. Son père l'aime beaucoup et Kim joue beaucoup sur ça. Elle est détestable avec sa grande sœur Cléo, mais aussi avec Sam, sa belle-mère. Dans la saison 1, elle est déterminée à dévoiler au grand jour le secret de Cléo. Lors du mariage de Sam et Don, elle tente de gâcher le mariage à plusieurs reprises, sans succès. Elle finira par avouer ses gestes et se réconcilier avec Sam. Dans la saison 3, Kim devient encore plus insupportable, plus cruelle et plus manipulatrice que dans les saisons précédentes.

- Don Sertori (Alan David Lee) est le père de Cléo et Kim. Don travaille dans le domaine de la pêche. Il aime ses filles plus que tout au monde, mais déteste les garçons (surtout dans la saison 1). Malgré son côté strict, il est tendre et attentionné. Dans la saison 3, il se marie avec Sam.

- Samantha « Sam » Roberts-Sertori (Penni Gray) est la nouvelle femme de Don, donc belle-mère de Cleo et Kim. Elle travaille dans les parcs nationaux où travaillent de nombreux géophysiciens, y compris Ryan. Elle se marie avec Don dans l'épisode Un mariage presque parfait.

- Bev Sertori (Deborah Coulls) est la mère de Cléo et Kim et l'ex-compagne de Don. Elle apparaît uniquement dans la saison 1, car dans la saison suivante, elle et Don se séparent. On ne l'a plus revue dans la série, car l'actrice Deborah Coulls a préféré arrêter la série pour problèmes personnels.

- Terry Chadwick (Andy McPhee) est le père de Rikki. Au début, il déteste Zane mais accepte finalement que Rikki le fréquente. Il apparaît dans deux épisodes de la saison 2.

- Harrison Bennett (Joss Mewilliam) est le père de Zane Bennett. Il est très dur avec son fils et ne supporte pas sa relation avec Rikki.

- Charlotte Watsford (Brittany Byrnes) est la principale antagoniste de la deuxième saison. Elle apprécie l'art sous toutes ses formes et s'intéresse à la science. Elle devient très vite après sa rencontre la petite amie de Lewis. Après qu'elle a découvert que sa grand-mère était une sirène, elle se rend dans la grotte de l'Île de Mako pour en savoir plus. Elle reste au bord du bassin plusieurs heures, attentive, jusqu'à ce que la pleine lune argente la surface de l'eau, sous laquelle elle plonge. Ce faisant elle devient la quatrième sirène. Elle semble posséder plus de pouvoirs que les trois autres réunies, étant donné qu'elle est seule au moment de sa transformation. Sa transformation en sirène l'a influencée : elle commence à être têtue, possessive et jalouse avec Lewis, en le forçant de choisir entre elle ou Cléo (Lewis a choisi Cléo, après que cette dernière s'était éclipsé de chez elle). Persuadée que Lewis l'aurait choisie, elle décide de se venger de Cléo, Rikki et Emma en leur faisant perdre leurs pouvoirs et leur vie de sirène lors d'une pleine lune planétaire, afin de garder Lewis à elle toute seule. Finalement, Cléo, Rikki et Emma gagnent le combat et Charlotte n'a désormais plus de pouvoirs.

- Sophie Benjamin (Taryn Marler) est la sœur aînée de Will et principale antagoniste de la saison 3, et déteste particulièrement Bella. Elle cohabite seule avec Will. Elle est une jeune fille intelligente, ingénieuse mais si l'on creuse, on y trouve une personnalité possessive, prête à tout et très déterminée. Pour arriver à ses fins, elle serait prête à faire n'importe quoi. Elle veut faire de son frère, le champion mondial de plongée, sans trop se demander si ça le tente. Sophie a été employée au Rikki's Café, mais a été virée, puis réembauchée comme gérante, après la rupture de Zane et Rikki. Elle est le même type de personne que Zane. Sophie a un charme ravageur apparemment et elle sait en faire preuve. Elle et Ryan ont totalement détruits la grotte de Mako en voulant récolter tous les cristaux afin de gagner quelques millions.

- Nate (Jamie Timony) est le meilleur ami de Zane. Il est souvent son complice dans ses manigances. Il est ceinture noire en karaté, un surfeur doué et un bon guitariste. Nate est très attiré par Cléo et tente par tous les moyens d'attirer en vain son attention. Dans la troisième saison, il a un coup de foudre pour Bella, qui fait partie du groupe de musique du Rikki's Café, dont Bella est la chanteuse. Dans un épisode de la deuxième saison, il met du parfum qui rend Emma, Cléo et Rikki folles de lui, au grand désespoir de Zane et Lewis. Heureusement, Zane et Lewis mettent la main sur le parfum et Lewis le vide dans la mer.

- Ash Dove (Craig Horner) jeune homme beau et intelligent. Il est le supérieur d'Emma à JuiceNet dans la saison 2. Emma voulait obtenir ce poste, mais passée par sa déception, elle apprendra à connaître Ash. C'est un bon cavalier qui a travaillé en tant que professeur d'équitation (Emma le rencontre alors pour la première fois lorsqu'il donne un cours à son frère). Lui et Emma tombent très amoureux l'un de l'autre. Dans un épisode, elle a failli lui dire qu'elle était une sirène sous l'influence de la Pleine Lune. Au dernier épisode de la saison 2, Emma lui révèle son secret de peur de le perdre définitivement à cause de ses mensonges. La réaction de Ash est : "Cool !"

- Ryan Tate est un géologue apparaissant dans la saison 3. Il étudie une roche ayant des propriétés magnétiques provenant de l’île de Mako. Après avoir été manipulé par Sophie, il détruit la grotte de Mako - sans le vouloir - et est renvoyé de son travail par Sam, qui l'accuse d'avoir détruit un milieu naturel rare.

- Byron est un nageur dont Emma est secrètement amoureuse dans la première saison, peut-être même, cherche-t-elle à se le cacher à elle-même. Durant une pleine lune, comme possédée, Emma essaie de le séduire, et manque de lui faire découvrir son secret.

- Miriam Kent est la meilleure ennemie des trois filles. Un jour, elle avait organisé une soirée piscine à laquelle Cléo s'était rendue et où elle avait bien failli révéler son secret à tous les invités, malgré elle à cause d'un mauvais coup de Zane. Il avait fallu l'aide de Rikki, d'Emma et de Lewis pour éviter la catastrophe. (C'est à ce moment-là que Lewis découvre le secret des trois filles). Miriam est considérée comme la petite princesse du lycée. Au début de la série, elle sort souvent avec Zane (bien que celui-ci certifiera ensuite n'avoir jamais eu quelque relation que ce soit avec elle).

- Louise « Miss » Chatham (Christine Amor) : est une étrange vieille femme que Cléo rencontre à son travail au Marine Land. Elle fait comprendre à Cléo qu'elle connaît leur secret et les avertit du danger que représente la pleine lune pour les sirènes. Plus tard, le bateau sur lequel vit cette femme est déclaré trop vieux pour naviguer, et Emma lui propose l'hospitalité. Quelques nuits plus tard, elle disparaît et s'échappe à bord de son vieux bateau. Dans sa fuite, elle percute le bateau de Zane et après une longue dispute, a une crise cardiaque. Elle est alors emmenée à l'hôpital, et avant d'être transférée dans une maison de repos, elle révèle aux trois héroïnes qu'elle était en son temps une sirène, avec ses deux autres amies, Gracie et Julia, jusqu'au jour où le fardeau lui est devenu trop lourd à porter et où elle a préféré abdiquer, laissant comprendre qu'un moyen d'abandonner ses pouvoirs existait.

- Wilfred est le propriétaire de JuiceNet, et donc le patron d'Emma. Il a pris l'habitude de laisser son bar à la charge d'Emma pendant ses absences.

- Docteur Linda Denman est une biologiste de la mer. Après avoir récupéré un ongle de Cléo que Lewis avait oubliée, après une expérience, elle devient suspicieuse. Elle finit par découvrir que Cléo, Emma et Rikki sont des sirènes, mais les filles parviennent à la convaincre qu'elles ont perdu leurs pouvoirs à la suite d'une éclipse lunaire.

- Gracie Watsford et Julia Dove : les deux amies de Miss Chatam. Lorsqu'elles étaient plus jeunes, elles étaient des sirènes avec Miss Chatam. Contrairement à nos trois sirènes, Gracie et Julia n'étaient pas timides de montrer leur secret à leurs amis les plus proches. Gracie a renoncé à sa queue de sirène lors d'une pleine lune planétaire qui est capable de reprendre leurs pouvoirs et leurs queues aux sirènes lorsqu'elles se trouvent dans le bassin qui est à l'île de Mako.